# Glyn Kerslake
Glyn Kerslake (Devon, 23 gennaio 1967) è un attore teatrale britannico.

## Biografia
Glyn Kerslake è nato a Devon, ultimo di tre figli. Dopo gli studi all'Arts Educational School, Kerslake ha cominciato a recitare in campo teatrale a Manchester, recitando nel primo tour britannico del musical Evita con Kathryn Evans. Nel 1988 ha interpretato Enjolras nel musical Les Misérables in scena al Palace Theatre, mentre l'anno successivo si è unito al cast originale del musical Miss Saigon, sempre in scena nel West End. Nel 1993 tornò a recitare in Miss Saigon a Londra, questa volta nel ruolo del protagonista Chris. Sempre nel 1993 ha recitato nei musical di Stephen Sondheim Follies a Brighton ed Into the Woods a Manchester.
Dopo aver recitato nella rivista Side By Side By Sondheim a Dublino, nel 1995 è tornato a recitare nel West End nel musical Sunset Boulevard, apparendo accanto ad attrici come Patti LuPone, Rita Moreno, Betty Buckley e Petula Clark. Nel 1995 ha recitato in un adattamento concertistico di Les Misérables alla Royal Albert Hall, mentre dal 1997 al 1998 ha interpretato il Fantasma dell'Opera in The Phantom of the Opera all'Her Majesty's Theatre. Nel 2010 ha interpretato John Wilkes Booth nel musical Assassins, mentre l'anno successivo ha recitato nel musical di Sondheim Road Show. Nel 2012 ha recitato alla Menier Chocolate Factory nel musical Merrily We Roll Along per la regia di Maria Friedman, musical con cui è tornato a recitare nel West End nello stesso anno.